# Comisión Federal de Electricidad
Comisión Federal de Electricidad (сокр. CFE, с исп. — «Федеральная электрическая комиссия») — государственная электроэнергетическая компания Мексики.

## История
CFE создана в 1934 году для регулирования работы частных энергетических компаний и электрификации отсталых регионов Мексики. В 1940-х и 1950-х годах CFE планомерно поглощала частные компании, и в сентябре 1960 года весь электроэнергетический сектор был национализирован. Сотрудничество в 1970-х годах с другой государственной монополией, нефтедобывающей корпорацией Pemex, поставлявшей нефтепродукты для электростанций по льготным ценам, позволило инвестировать большие средства в развитие энергетики в Мексике. За это десятилетие число электрифицированных домохозяйств удвоилось.
Несмотря на приватизацию в других отраслях в 1980-х годах, нефтегазовый и электроэнергетический секторы экономики остались полностью под государственным контролем. Лишь в 1992 году были разрешены независимые электрогенерирующие компании.
В октябре 2009 года из-за больших убытков было ликвидировано государственное предприятие Luz y Fuerza del Centro, которой принадлежали распределительные сети в центральной части Мексики, включая столицу; все его активы были переданы CFE.
В 2017 году с выручкой 25,7 млрд долларов CFE занимала 4-е место среди крупнейших компаний Мексики, в том числе 2-е после Pemex среди госпредприятий.

## Деятельность
Comisión Federal de Electricidad является монополистом на рынке электроэнергетики Мексики, на неё приходится 70 % выработки электроэнергии в стране. Ей принадлежат электростанции общей установленной мощностью 70,4 ГВт, более 110 тыс. км линий электропередач напряжением от 69 до 400 кВ и 800 тыс. км электрораспределительных сетей.
Основным типом электрогенерирующих мощностей являются тепловые электростанции с парогазовыми установками (60 % выработанной электроэнергии), около 70 % потребляемого ими природного газа импортируется из США. Далее по значимости следуют гидроэлектростанции и единственная в стране АЭС Лагуна-Верде с двумя реакторами.
CFE получает государственные субсидии (в 2024 году — более 80 млрд песо), компенсирующие низкие тарифы на электроэнергию для населения и агросектора.